# 牧夫座ZZ
牧夫座ZZ（英语：ZZ Boötis）是牧夫座的一个恒星系统。五天内星等从6.79级升到7.44级。根据盖亚飞船测量的视差，它距离我们大约350光年（110秒差距）。

## 观察历史
1950 年，格里戈里·沙因确定这颗恒星是双线光谱双星，周期约为4.96天。 1951年，谢尔盖·加波什金在检查照相底片时发现，这是一个大陵五型食双星系统。主日食和次日食的深度相同，均为0.65等，这意味着亮度下降了近一半。日食仅占轨道周期的6%。
牧夫座ZZ是一个双星系统，特别是食双星。两颗恒星的质量似乎几乎相等，仅相差3%。